# 寒河江站
寒河江站（日语：／ Sagae eki */?）是位於山形縣寒河江市本町，屬於東日本旅客鐵道（JR東日本）左澤線的車站。

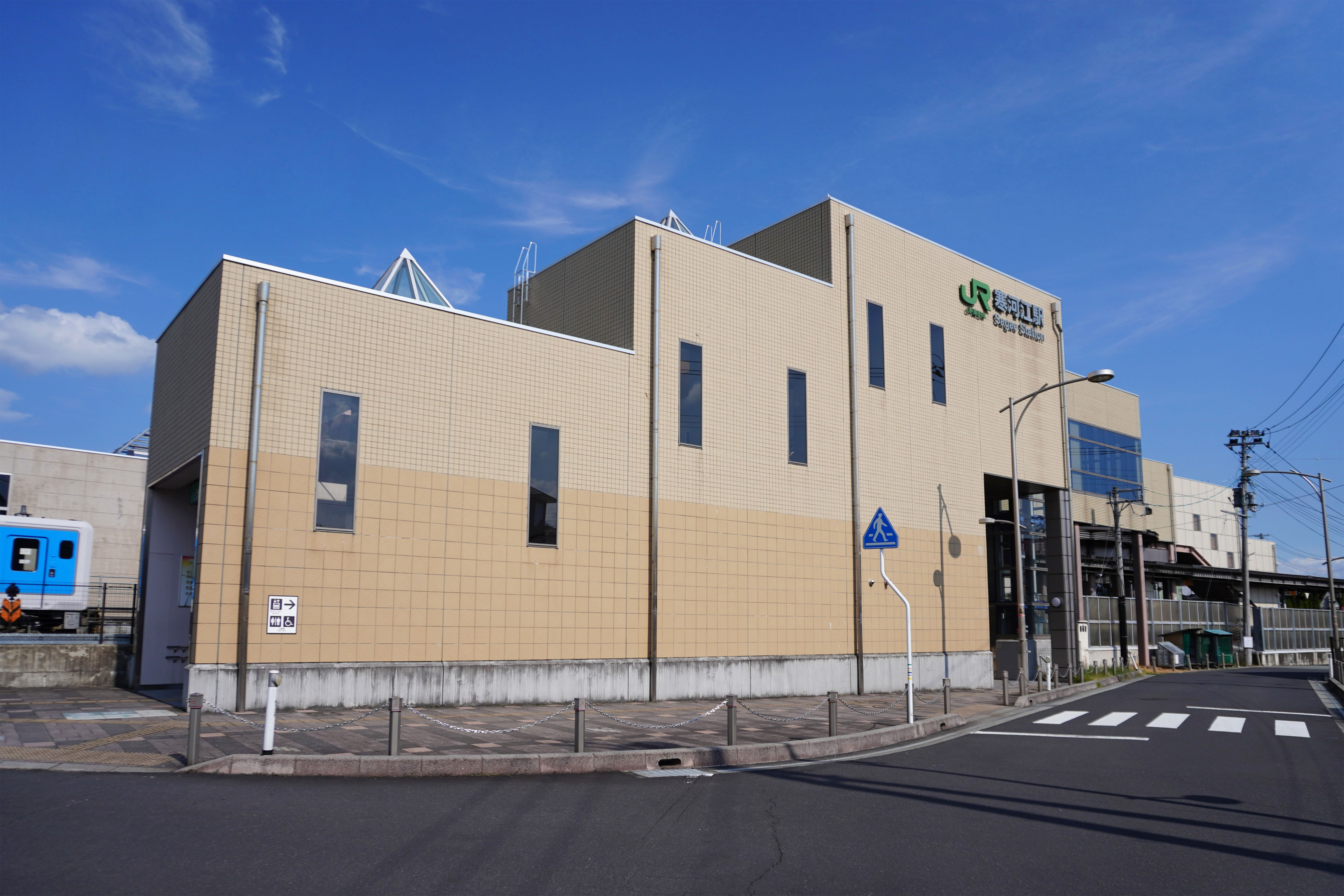
南口（2023年9月）

## 歷史
- 1921年（大正10年）12月11日：國有鐵道左澤輕便線（後來為左澤線）羽前長崎站至此站之間開通，此站啟用。當時為終點站。
- 1922年（大正11年）4月23日：此站至左澤站之間開通，成為中間車站。
- 1987年（昭和62年）4月1日：伴隨國鐵分割民營化，車站由東日本旅客鐵道（JR東日本）營運[2]。
- 2001年（平成13年）7月：由於此站進行遷移工程（車站向南寒河江一方遷移），因此包括此站在內，羽前長崎至左澤站之間暫停服務，開設代行巴士。
- 2002年（平成14年）2月16日：羽前長崎站至左澤站之間重開[1]。

## 車站構造

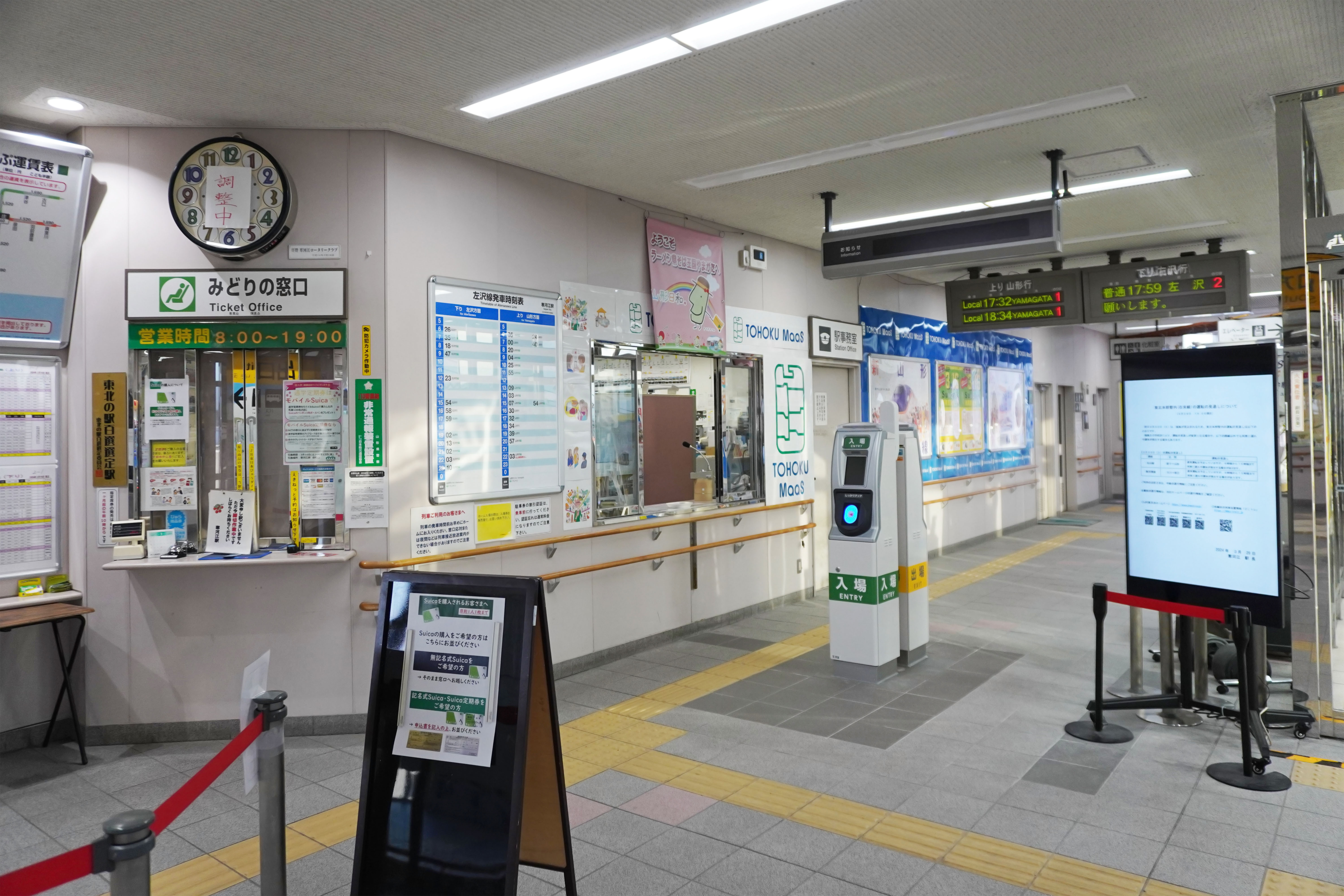
驗票口（2024年3月）

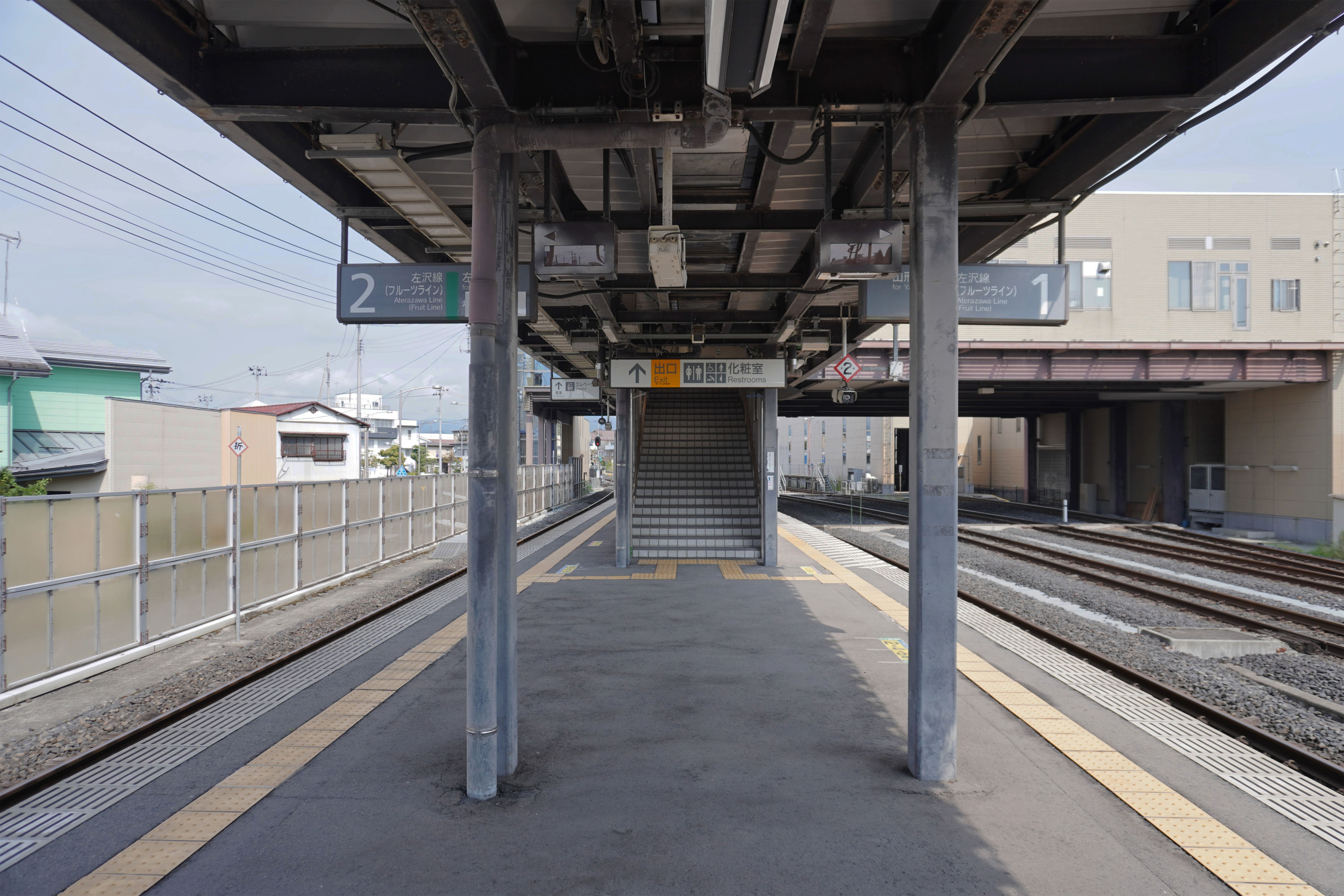
月台（2023年9月）

此站是地面車站，設有1面2線的島式月台與跨站式站房。現時使用的站房在2002年進行遷移工程時建造。月台與跨站式站房之間透過樓梯連接。站內設有檢票口、售票處和候車室，並設置西南方和東北方出口。在西南方出口的站前設有櫻桃紀念碑。此站的站房在未進行遷移工程前是一座木造建築物，並曾設有便利店「NewDays」。
此站是直營車站，站內設有綠色窗口（營業時間 早上7時至晚上8時）和自動售票機。另外，此站曾經設有View旅中心。
此站是左澤線的總管理車站，並管理除北山形站外的所有左澤線車站。站內設有左澤線營業所。此站設有多條側線，以用作停泊左澤線車輛（隸屬山形新幹線車輛中心）專用，也設有檢修工場。乘務員也在這裡上班。列車會在此站進行結併或分離車廂。此站設有列車進行夜間停泊。

### 月台
| 月台 | 路線    | 上下行 | 方向     | 備註                |
| ---- | ------- | ------ | -------- | ------------------- |
| 1    | ■左澤線 | 上行   | 山形方向 | 部分列車使用2號月台 |
| 2    | ■左澤線 | 下行   | 左澤方向 |                     |

## 使用狀況
根據「JR東日本」的資料，在2019年度（令和元年度）1日平均乘車人次為875人。
以下列出近年乘車人次變化：
| 年度               | 1日平均 乘車人次 | 參考資料        |
| ------------------ | ---------------- | --------------- |
| 2000年（平成12年） | 1,112            | [ 利用客数 2 ]  |
| 2001年（平成13年） | 865              | [ 利用客数 3 ]  |
| 2002年（平成14年） | 931              | [ 利用客数 4 ]  |
| 2003年（平成15年） | 947              | [ 利用客数 5 ]  |
| 2004年（平成16年） | 986              | [ 利用客数 6 ]  |
| 2005年（平成17年） | 960              | [ 利用客数 7 ]  |
| 2006年（平成18年） | 945              | [ 利用客数 8 ]  |
| 2007年（平成19年） | 944              | [ 利用客数 9 ]  |
| 2008年（平成20年） | 985              | [ 利用客数 10 ] |
| 2009年（平成21年） | 963              | [ 利用客数 11 ] |
| 2010年（平成22年） | 920              | [ 利用客数 12 ] |
| 2011年（平成23年） | 889              | [ 利用客数 13 ] |
| 2012年（平成24年） | 920              | [ 利用客数 14 ] |
| 2013年（平成25年） | 949              | [ 利用客数 15 ] |
| 2014年（平成26年） | 886              | [ 利用客数 16 ] |
| 2015年（平成27年） | 914              | [ 利用客数 17 ] |
| 2016年（平成28年） | 935              | [ 利用客数 18 ] |
| 2017年（平成29年） | 931              | [ 利用客数 19 ] |
| 2018年（平成30年） | 905              | [ 利用客数 20 ] |
| 2019年（令和元年） | 875              | [ 利用客数 1 ]  |

## 車站周邊

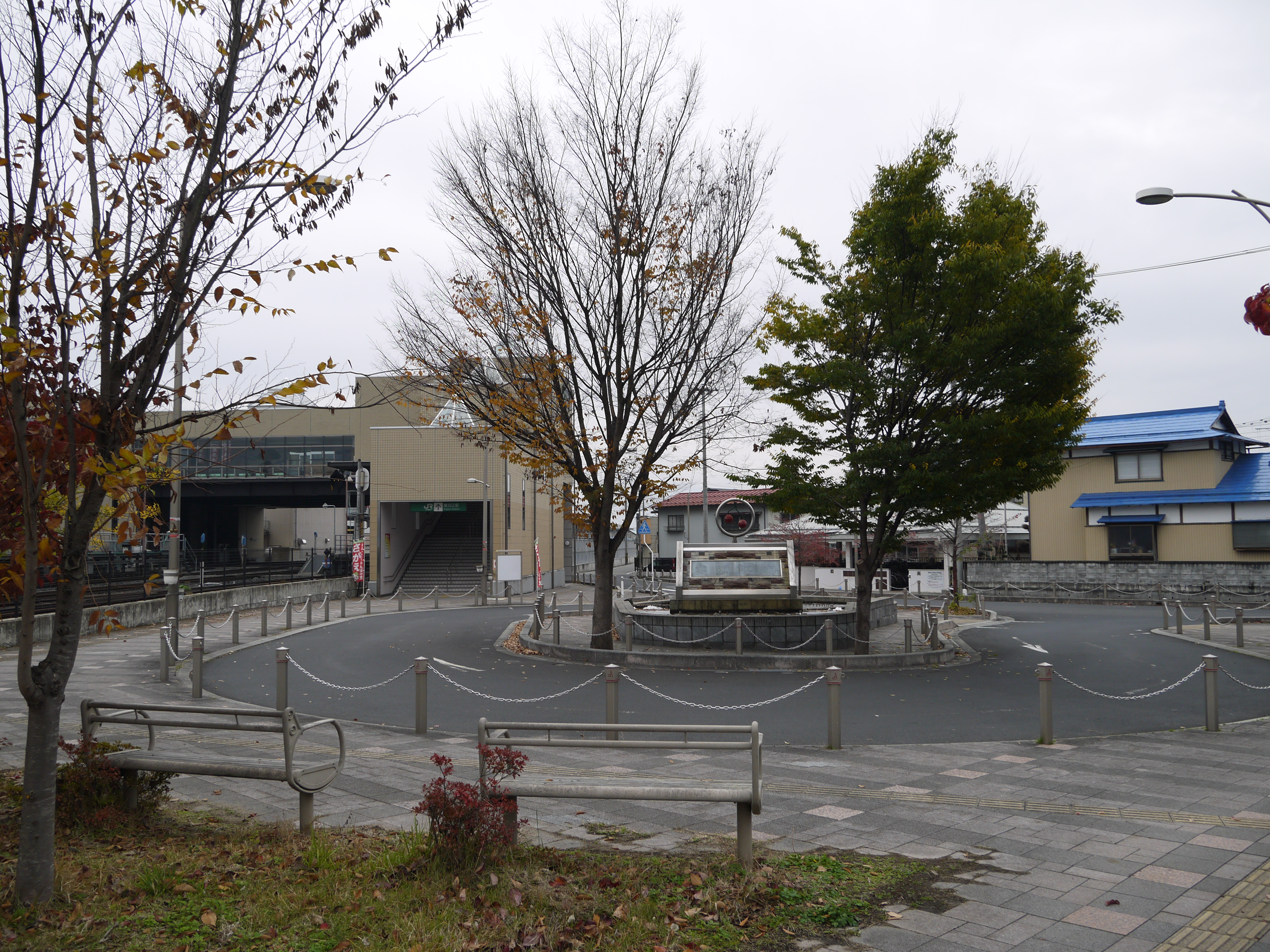
車站北邊的迴旋路

此站位於寒河江的中心，市中心向東北和西南方延伸。
- 寒河江警署（日语：寒河江警察署）站前派出所
- 寒河江市立寒河江中部小學（日语：寒河江市立寒河江中部小学校）
- 寒河江市立寒河江小學（日语：寒河江市立寒河江小学校）
- 寒河江市政廳（日语：寒河江市役所）
- 寒河江郵局（日语：寒河江郵便局）
- 寒河江溫泉（日语：寒河江温泉）
- 東北勞動金庫（日语：東北労働金庫）寒河江分店
- 山形中央信用組合（日语：山形中央信用組合）寒河江分店
- 莊內銀行（日语：荘内銀行）寒河江分店
- 閃光銀行（日语：きらやか銀行）若葉町分店
- Flora・SAGAE

## 巴士路線

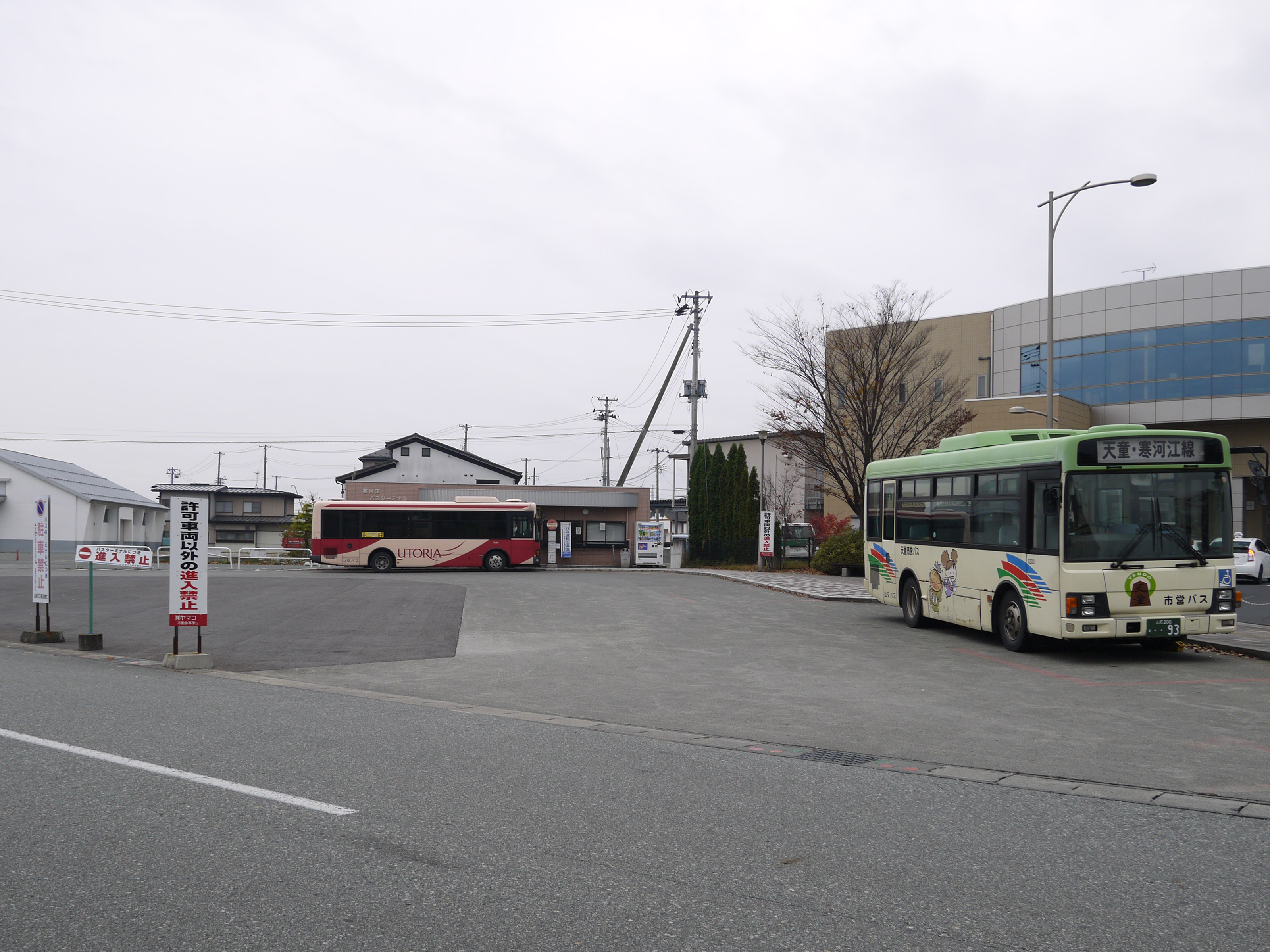
寒河江巴士總站

在2020年3月前，站前設有寒河江巴士總站，在2020年4月1日起改名為寒河江站前巴士站。
在寒河江站周邊進行土地整理項目前，舊巴士總站位於舊寒河江站車站大樓步行2分鐘處。曾經前往山形方向的直通巴士會在寒河江巴士總站進行巴士司機交班情況。在土地整理項目後，巴士總站遷移至寒河江站前。在候車室中設有巴士位置系統。
- 山交巴士（日语：山交バス (山形県)）
山形（山交大廈（日语：山交ビル）、山形站前）、谷地、松川、左澤、宮宿（經大谷）
- 天童市市營巴士（日语：天童市市営バス）
天童溫泉（日语：天童温泉）
- 西川町路線巴士（日语：西川町路線バス） ※在2017（平成29）年4月1日開始駛入此站[5]。
間澤（道之驛西川（日语：道の駅にしかわ））

## 其他
在2002年此站被選為東北車站百選，理由是「櫻桃之里與設有近江車站大樓」。

## 相鄰車站
東日本旅客鐵道（JR東日本）
■左澤線
南寒河江－寒河江－西寒河江

## 注腳

### 使用狀況
1. 1 2  . 東日本旅客鐵道.   [2020-07-12]. （原始内容存档于2020-07-10） （日语）.
2. ↑  . 東日本旅客鐵道.   [2019-02-22]. （原始内容存档于2019-03-27） （日语）.
3. ↑  . 東日本旅客鐵道.   [2019-02-22]. （原始内容存档于2019-03-27） （日语）.
4. ↑  . 東日本旅客鐵道.   [2019-02-22]. （原始内容存档于2019-03-27） （日语）.
5. ↑  . 東日本旅客鐵道.   [2019-02-22]. （原始内容存档于2019-03-27） （日语）.
6. ↑  . 東日本旅客鐵道.   [2019-02-22]. （原始内容存档于2019-03-27） （日语）.
7. ↑  . 東日本旅客鐵道.   [2019-02-22]. （原始内容存档于2019-03-27） （日语）.
8. ↑  . 東日本旅客鐵道.   [2019-02-22]. （原始内容存档于2019-03-27） （日语）.
9. ↑  . 東日本旅客鐵道.   [2019-02-22]. （原始内容存档于2019-04-02） （日语）.
10. ↑  . 東日本旅客鐵道.   [2019-02-22]. （原始内容存档于2019-03-27） （日语）.
11. ↑  . 東日本旅客鐵道.   [2019-02-22]. （原始内容存档于2019-03-27） （日语）.
12. ↑  . 東日本旅客鐵道.   [2019-02-22]. （原始内容存档于2019-03-27） （日语）.
13. ↑  . 東日本旅客鐵道.   [2019-02-22]. （原始内容存档于2019-03-27） （日语）.
14. ↑  . 東日本旅客鐵道.   [2019-02-22]. （原始内容存档于2019-03-27） （日语）.
15. ↑  . 東日本旅客鐵道.   [2019-02-22]. （原始内容存档于2016-04-04） （日语）.
16. ↑  . 東日本旅客鐵道.   [2019-02-22]. （原始内容存档于2019-03-27） （日语）.
17. ↑  . 東日本旅客鐵道.   [2019-02-22]. （原始内容存档于2019-03-23） （日语）.
18. ↑  . 東日本旅客鐵道.   [2019-02-22]. （原始内容存档于2019-03-27） （日语）.
19. ↑  . 東日本旅客鐵道.   [2019-07-16]. （原始内容存档于2019-03-25） （日语）.
20. ↑  . 東日本旅客鐵道.   [2019-07-16]. （原始内容存档于2020-05-14） （日语）.

## 外部連結
- 車站資訊（寒河江）：東日本旅客鐵道（日語）